# يوشي فوغيوارا
يوشي فوغيوارا (باليابانية: 藤原義江؛ بالكانا: ふじわら よしえ) هو مغني ومغني أوبرا ياباني، ولد في 1898 في أوساكا في اليابان، وتوفي في 1976 في طوكيو في اليابان.

## وصلات خارجية
- يوشي فوغيوارا على موقع ميوزك برينز (الإنجليزية)